# Xysticus floridanus
Xysticus floridanus är en spindelart som beskrevs av Banks 1896. Xysticus floridanus ingår i släktet Xysticus och familjen krabbspindlar. Inga underarter finns listade i Catalogue of Life.